# Castello di Belforte
Das Castello di Belforte ist die Ruine einer Hangburg an den Hängen des Monte Binage im Ortsteil Belforte der Gemeinde Borgo Val di Taro in der italienischen Region Emilia-Romagna.

## Geschichte
Die Burg gehörte der Familie Platoni; sie wurde im 12. Jahrhundert von der Stadt Parma errichtet, um die Straßen zu überwachen, die in die Lunigiana führten. Später wurde sie von Kaiser Friedrich II. erobert, der sie an seinen Sohn Enzio von Sardinien weitergab, vermutlich im Jahre 1247. Einige Jahre lang gehörte sich mal den Rossis und mal den Sanvitales, bis 1404 die Viscontis das alte Lehen zu einer Grafschaft erhoben. Die Burg ging so in den Besitz der Sanvitales über, die sie bis 1733 zu ihren Besitzungen zählten, bis Giacomo Antonio Sanvitale die Burg gegen Noceto eintauschte und die Festung so an die Markgrafen Dalla Rosa geriet. 1788 fiel sie an Ottavio Pio Giambone aus Genua. Im 19. Jahrhundert wurde die Burg aufgegeben und die Bewohner von Belforte nutzten die Bausteine zum Bau ihrer Wohnhäuser.
Erst in letzter Zeit, als einige Bewohner der Siedlung die Burg teilweise wieder aufbauten, wurde ein innerer Mauerring entdeckt, in dessen Inneren ein 20 Meter tiefer Brunnen befindet, und ein äußerer Mauerring, an den sich Wohnhäuser anlehnen.